# Günter Wienhold
Günter Wienhold (Duisburg, 1948. január 21. – 2021. szeptember 21.) nyugatnémet olimpiai válogatott német labdarúgó, kapus, olimpikon.

## Pályafutása

### Klubcsapatban
1956-ban a DJK Wanheimerort korosztályos csapatában kezdte a labdarúgást. 1966–67-ben a Meidericher SV ifjúsági csapatában szerepelt. 1967–68-ban az MSV Duisburg, 1968 és 1972 között az FC Singen 04 labdarúgója volt. 1972 és 1978 között az Eintracht Frankfurt, 1978 és 1985 között az SC Freiburg kapuját védte. Az 1989–90-es idényben sérülések miatt egy mérkőzésen ismét szerepelt a Freiburg első csapatában. 1989 és 1992 között az SC Freiburg kapusedzőjeként tevékenykedett.

### A válogatottban
Részt vett az 1972-es müncheni olimpián, ahol ötödik helyezést ért el a nyugatnémet válogatott csapattal. 1972-ben az NSZK amatőr válogatottjában nyolc alkalommal szerepelt.